# Coprates Chasma
Coprates Chasma é um cânion imenso no quadrângulo de Coprates em Marte, localizado a 13.4º latitude sul e 61.4º longitude oeste, parte do sistema de Valles Marineris. Este cânion possui 966 km de extensão e seu nome vem do nome de uma formação de albedo clássica.